# Susa (metrostation)
Susa is een metrostation in de Italiaanse stad Milaan van de metro van Milaan.